# Тімоті Далтон
Ті́моті Пі́тер Да́лтон (англ. Timothy Peter Dalton; нар. 21 березня 1946, Колвін-Бей, Конві, Уельс) — англійський актор театру і кіно. Відомий завдяки ролі Джеймса Бонда у стрічках «Денне світло» та «Ліцензія на вбивство». Також визнаний найкращим актором, який зіграв Едварда Рочестера в екранізації роману Шарлотти Бронте «Джейн Ейр».

## Біографія
У 1964 році, після закінчення школи, Тімоті Далтон починає грати в театрі. Лише за три роки він стає провідним актором Національного молодіжного театру Майкла Крафта. У той же час Далтон навчається у Королівській академії драматичного мистецтва. Після закінчення академії Тімоті став актором престижного Бірмінгемського театру.
У 1967 році, а за іншими даними — у 1966, Тімоті Далтон вперше з'явився на екрані: актор зіграв у британському серіалі «Sat'day While Sunday». У 1968 році він знявся у фільмі за п'єсою Джеймса Голдмена «Лев узимку». Ця стрічка взагалі мала надзвичайно гарний акторський склад: Пітер О'Тул, Кетрін Хепберн та Ентоні Хопкінс.
На початку 1970-х Тімоті Далтон бере участь у багатьох кінострічках і телевізійних проектах як в Британії, так і в Італії, Іспанії. Здебільшого це були історичні постановки. Також Далтон грає у Королівській шекспірівській трупі та «Prospect Theater».
У 1978 році Голлівуд відкриває для себе талановитого актора. У світ виходить американська стрічка «Секстет», в якій Тімоті Далтон зіграв Майкла Беррінгтона.
У 1983 році Далтон втілив роль містера Рочестера в британському телесеріалі за романом Шарлоти Бронте «Джейн Ейр». Екранізація була досить популярною і широко відомою в Європі та світі. Навіть було продано декілька копій серіалу до СРСР, де невдовзі він набуває великої популярності.
У другій половині 1980-х Тімоті Далтон отримує пропозицію знятися в ролі Джеймса Бонда. Тут слід додати, що пропозицію втілити образ легендарного агента секретної служби МІ-6 пропонували Далтону значно раніше, а саме тоді, коли з проекту пішов Шон Коннері, який до того часу вже добре втомився від ролі супер-шпигуна. Однак тоді ще молодий Далтон рішуче відмовився, адже прекрасно розумів, що не зіграє Бонда так блискуче після Коннері. Другою причиною було те, що Тімоті Далтон надто поважав Шона Коннері та його гру, аби брати на себе тягар продовжити серіал про агента. Та коли Далтона запросили у 80-х, цього разу він погодився. Окрім Далтона на роль Джеймса Бонда претендував і маловідомий тоді актор, якого звали Пірс Броснан. Як ми вже знаємо, в майбутньому він зіграв шпигуна в чотирьох стрічках, але тоді Броснан мусив відмовитись від участі в проекті через контракт з телебаченням. Доля неначе грала з акторами. І вже на початку 1990-х ситуація знову повторилася: цього разу через затребуваність у телепроєктах не міг зніматися у продовженні Бондіани Тімоті Далтон і тому на роль британського шпигуна взяли Пірса Броснана.
Але повернімося до Тімоті Далтона. Зігравши у 1987 році в стрічці «Денні вогні» («Іскри з очей»), Далтон ввійшов до когорти світових зірок, адже фільм мав значний комерційний успіх. У 1989 році у світ вийшов фільм «Ліцензія на вбивство», де актор передав всю гамму емоцій людини, яка намагалася помститися за свого друга. Ця стрічка сильно відрізняється від інших фільмів про Бонда, окрім двох останніх «Казино Рояль» та «Квант милосердя». Образ Бонда зображений не машиною, яка лише виконує поставлені перед нею завдання, але він здатний самостійно мислити, приймати рішення незалежно від думок і наказів керівництва.
У 1990-х роках Тімоті Далтон зіграв у багатьох фільмах, серед яких слід виділити «Ракетник» (1991) та «Перукарка і чудовисько» (1997), а також документальну стрічку «В компанії з вовками».
У 2000 році вийшов художній серіал «Одержимий дияволом», де Далтон блискуче втілив роль священика-екзорциста.
Що стосується особистого життя актора, то його Далтон коментувати не любить. Новинарі приписували йому роман із Вупі Ґолдберґ. У 1997 році він одружився з Оксаною Григор'євою, з якою зараз вже розлучений. Від цього шлюбу він має сина Олександра.

## Фільмографія

### 1960-ті
- 1967 — «Sat'day While Sunday» (серіал)
- 1968 — «Лев узимку»/«The Lion in Winter» — Філіп II Август
- 1968 — «Три принци»/«The Three Princes» (серіал)
- 1969 — «Суддя Ді: Місце великого зла» (серіал)

### 1970-ті
- 1970 — «Giochi particolari»
- 1970 — «Грозовий перевал»/«Wuthering Heights» — Хиткліф
- 1970 — «Кромвель»/«Cromwell» — Принц Руперт
- 1970 — «Play of the Month: Five Finger Exercise» (телесеріал)
- 1971 — «Mary, Queen of Scots» — Lord Henry Darnley
- 1971 — «Play of the Month: Candida» (телесеріал)
- 1975 — «Permission to Kill» — Charles Lord
- 1978 — «Секстет» — Sir Michael Barrington
- 1978 — «Hombre que supo amar, El» — Juan de Dios
- 1978 — «Centennial» (міні-телесеріал)  — Oliver Seccombe
- 1979 — «Агата»/«Agatha» — Полковник Арчібальд Крісті
- 1979 — «The Flame Is Love» (телесеріал) — Marquis de Guaita
- 1979 — «Ангели Чарлі: Падший ангел»/«Charlie's Angels: Fallen Angel» (телесеріал)

### 1980-ті
- 1980 — «Флеш Гордон» /«Flash Gordon»
- 1981 — «Chanel Solitaire» — Boy Capel
- 1983 — «Антоній і Клеопатра» /«Antony and Cleopatra» — Марк Антоній
- 1983 — «Джейн Ейр» (телесеріал) — Едвард Фейрфакс Рочестер
- 1984 — «Mistral's Daughter» (міні-серіал)  — Perry Kilkullen
- 1984 — «The Master of Ballantrae» (телесеріал) — Col. Francis Burke
- 1985 — «Florence Nightingale» (телесеріал) — Richard Milnes
- 1985 — «Доктор і дияволи» — доктор Томас Рок
- 1985 — «Faerie Tale Theatre: The Emperor's New Clothes» (озвучував)
- 1986 — «Гріхи»/«Sins»(міні-телесеріал) — Edmund Junot
- 1987 — «Іскри з очей»/«The Living Daylights» — Джеймс Бонд
- 1988 — «Яструби»/«Hawks» — Бенкрофт
- 1989 — «Ліцензія на вбивство»/«Licence to Kill» — Джеймс Бонд
- 1989 — «Бренда Старр» — Базіль Джон

### 1990-ті
- 1990 — «Королівська хвойда» — Le Roi Vittorio Amadeo
- 1991 — «Ракетник» /«The Rocketeer» — Невілл Сінклер
- 1992 — «Tales from the Crypt: Werewolf Concerto» (телесеріал)
- 1992 — «Пастка» («Framed») (міні-телесеріал) — Едді Майерс
- 1993 — «Naked in New York» — Elliot Price
- 1993 — «Останній кіногерой»/«Last Action Hero» — камео
- 1994 — «Сутичка з левами»/«Lie Down with Lions» (телесеріал) — Jack Carver
- 1994 — «Скарлетт»/«Scarlett» (мінісеріал) — Рет Батлер
- 1996 — «Лосеня»/«Salt Water Moose» — Lester Parnell
- 1997 — «Перукарка і чудовисько»/«The Beautician and the Beast» — Борис Поченко
- 1997 — «Інформатор»/«The Informant» — DCI Rennie
- 1998 — «Історії з мого дитинства» (телесеріал)/«Stories from My Childhood» (озвучував)
- 1999 — «Клеопатра»/«Cleopatra» — Юлій Цезар
- 1999 — «Люди мафії»/«Made Men» — Sheriff Dex Drier

### 2000-ні
- 2000 — «Time Share»  — Matt Farragher
- 2000 — «Possessed» (телесеріал) — Fr. Willam Bowden
- 2001 — «American Outlaws» — Allan Pinkerton
- 2003 — «Луні Тюнз: Знову в дії» /«Looney Tunes: Back in Action» — Damien Drake
- 2004 — «Dunkirk» (телесеріал) — Narrator
- 2005 — «Hercules» (телесеріал) — Amphitryon
- 2006 — «Міс Марпл Агати Крісті: Загадка Сіттафорда»/«Marple: The Sittaford Mystery» (телесеріал) — капітан Тревельян
- 2006 — «Оповіді Земномор'я»/«Tales from Earthsea» (озвучував)
- 2007 — «Типу круті лягаві»/«Hot Fuzz» — Саймон Скіннер
- 2009 — «Доктор Хто. Кінець Часу»/«Doctor Who. The End Of Time» — Володар Часу Рассілон

### 2010-ті
- 2010 — «Історія іграшок 3»/«Toy Story 3»
- 2010 — «Турист»/«The Tourist» — інспектор Джонсон
- 2010 — «Чак»/«Chuck» — Олексій Волкофф
- 2014—2015 — «Страшні казки» / «Penny Dreadful» — сер Малькольм Мюррей
- 2022 — «Корона»/«The  Crown» — Пітер Таунсенд